# Andy McCluskey

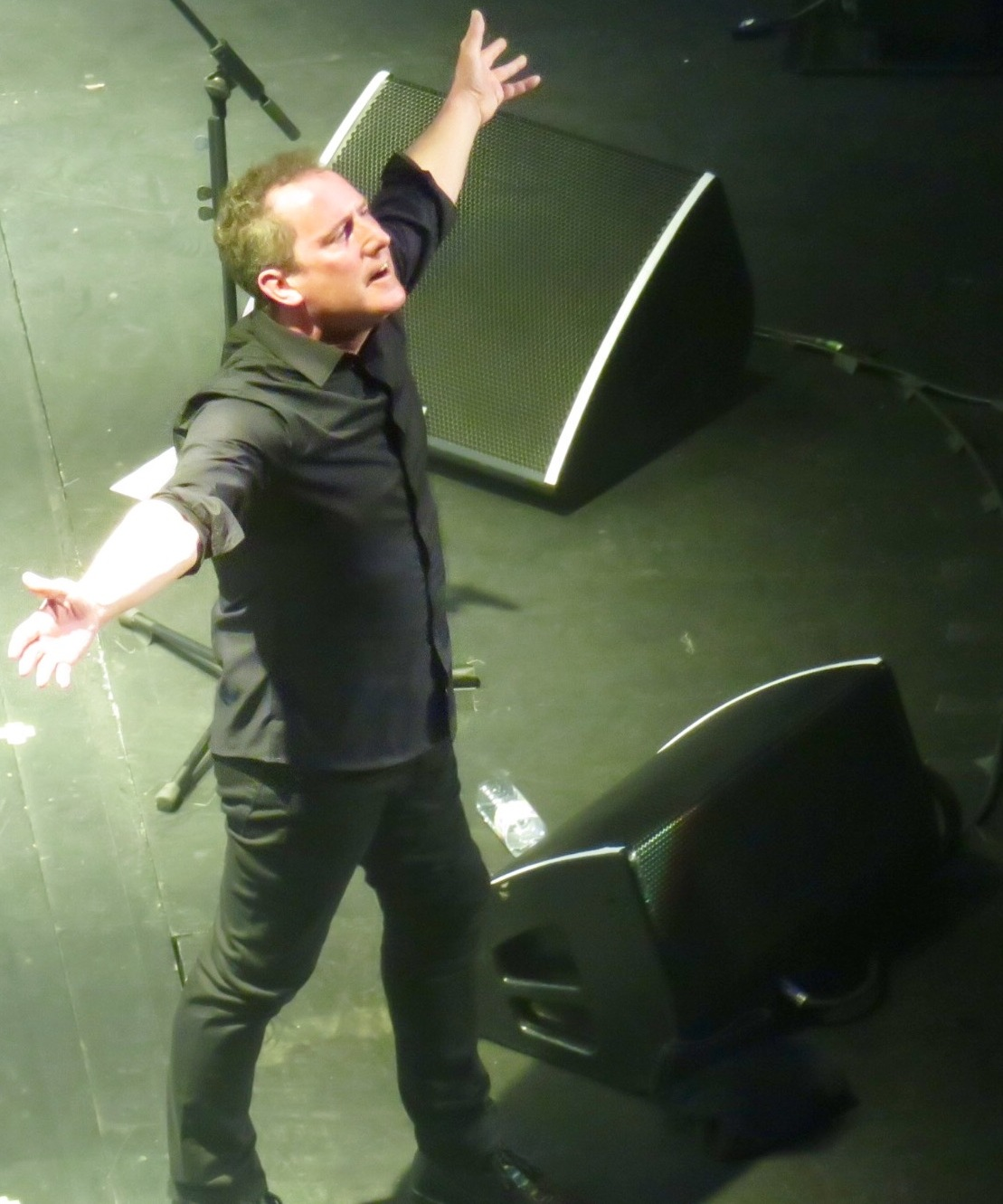
Andy McCluskey 2016

Andy McCluskey (född George Andrew McCluskey, den 24 juni 1959, i Heswall, Cheshire, England) är sångare, basist och huvudsaklig textförfattare i bandet OMD.
McCluskey växte upp på Wirral tillsammans med barndomsvännen Paul Humphreys. Inspirerade av Kraftwerk bildade de 1978 Orchestral Manoeuvres in the Dark som fick stora kommersiella framgångar under 1980-talet. Efter att ha gått skilda vägar i slutet av 1980-talet fortsatte McCluskey under några år att ge ut skivor under bandnamnet. Därefter övergick han till att bli manager och låtskrivare för gruppen Atomic Kitten som med låten Whole Again toppade den brittiska singellistan. 2005 återbildade han tillsammans med Paul Humphreys Orchestral Manoeuvres in the Dark, som sedan dess turnerat och givit ut flera album.